# 2-й армейский корпус (вермахт)
2-й армейский корпус (нем. II. Armeekorps) — общевойсковое оперативно-тактическое соединение войск Германии во Второй мировой войне.

## История
Впервые сформирован в 1938 году в связи с Судетским кризисом на основе штаба и войск 2-го корпусного округа — 12-й и 32-й пехотных дивизий, с включением части войск 3-го корпусного округа — 3-й пехотной и 3-й танковой дивизий. 2-й корпус вошёл в состав 2-й армии, развернутой в южной части Силезии. После мирного окончания кризиса войска вернулись в казармы, штаб корпуса был влит в штаб округа.
В августе 1939 при подготовке вторжения в Польшу управление округа и корпуса вновь разделено, при этом в состав корпуса вошла лишь одна дивизия 2-го корпусного округа — 32-я. Кроме того, в корпус вошла 3-я пехотная дивизия из 3-го корпусного округа. 2-й корпус сосредоточился в Померании для действий в составе 4-й армии группы армии «Север». В ходе боёв части корпуса форсировали Вислу и продвигались вдоль её правого берега, достигнув 10 сентября крепости Модлин и приступив к организации её осады с севера. 3-я пехотная дивизия была передана 3-му корпусу, взамен 2-й корпус получил из 3-й армии 217-ю и 228-ю дивизии, а затем и танковую дивизию «Кемпф». Оставшуюся часть кампании части 2-го корпуса провели осаждая Модлин.
Затем штаб корпуса был переброшен на запад, приняв участие во Французской кампании 1940 года. Действуя на левом фланге 4-й армии, 2-й корпус продвигался вслед за танковыми дивизиями 1-й танковой группы Клейста, форсировав Маас в секторе Живе. В дальнейшем корпус принял участие в ликвидации французской группировки, окружённой в районе Лилля. Во время битвы за Францию 2-й корпус в составе 4-й армии наступал на Сомме с плацдармов у Абвиля и Сен-Валери на правом фланге всей германской армии, продвигаясь вдоль побережья Нормандии.
Во время Великой Отечественной войны действовал в составе 16-й и 18-й армий группы армий «Север». В 1942 году 2-й корпус составил основу германской группировки, окружённой в демянском котле. В 1944 году части 2-го корпуса участвовали в обороне на нарвском участке. Войну 2-й корпус завершил в Курляндии.

## Боевой путь
|      | Дата     | Армия      | Группа армий   | Дивизии                                       | Район                                             |
| ---- | -------- | ---------- | -------------- | --------------------------------------------- | ------------------------------------------------- |
| 1938 | Сентябрь | 2-я армия  |                | 3, 12, 32, 3 танковая                         | Южная Силезия                                     |
| 1939 | Сентябрь | 4-я армия  | ГА «Север»     | 3, 32, затем 32, 217, 228 и тд «Кемпф»        | Померания, Польша                                 |
| 1939 | Декабрь  | 4-я армия  | ГА «B»         | 12, 32                                        | Айфель                                            |
| 1940 | Май      | 4-я армия  | ГА «A»         | 12, 32                                        | Арденны, Лилль                                    |
| 1940 | Июнь     | 4-я армия  | ГА «B»         | 12, 32                                        | Сомма, Луара                                      |
| 1940 | Август   | 6-я армия  | ГА «B»         | 12, 31, 32                                    | побережье Нормандии                               |
| 1940 | Сентябрь | 6-я армия  | ГА «C»         | 6, 32                                         | побережье Нормандии                               |
| 1940 | Ноябрь   | 6-я армия  | ГА «D»         | 6                                             | побережье Нормандии                               |
| 1941 | Март     | 18-я армия | ГА «B»         | 32, 121, 206                                  | Восточная Пруссия                                 |
| 1941 | Май      | 16-я армия | ГА «C»         | 32, 121                                       | Восточная Пруссия                                 |
| 1941 | Июнь     | 16-я армия | ГА «Север»     | 12, 32, 121, 253                              | Западная Двина, Ильмень, Валдайская возвышенность |
| 1942 | Январь   | 16-я армия | ГА «Север»     | 12, 32, 123                                   | Демянск                                           |
| 1943 | Январь   | 16-я армия | ГА «Север»     | 12, 81, 123                                   | Демянск, Холм                                     |
| 1944 | Январь   | 16-я армия | ГА «Север»     | 93, 218, 331                                  | Холм, Даугавпилс                                  |
| 1944 | Август   | ОГ «Нарва» | ГА «Север»     | 87, 93, 218, 331                              | Нарва                                             |
| 1944 | Октябрь  | 16-я армия | ГА «Север»     | 87, 563, боевая группа 207-й охранной дивизии | Рига                                              |
| 1944 | Ноябрь   | 18-я армия | ГА «Север»     | 87, 563                                       | Курляндия                                         |
| 1945 | Январь   | 18-я армия | ГА «Север»     | 14 танковая, 31, 126, 263                     | Курляндия                                         |
| 1945 | Февраль  | 18-я армия | ГА «Курляндия» | 87, 563                                       | Курляндия                                         |

## Командующие
- 1.09.1939 — 30.04.1940 — генерал пехоты Адольф Штраус
- 30.04.1940 — 21.06.1940 — генерал пехоты Карл-Генрих фон Штюльпнагель
- 21.06.1940 — 20.01.1943 — генерал пехоты Вальтер граф фон Брокдорф-Алефельдт
- 20.01.1943 — 3.07.1944 — генерал пехоты Пауль Лаукс
- 15.07.1944 — 15.01.1945 — генерал пехоты Вильгельм Хассе
- 15.01.1945 — 1.04.1945 — генерал пехоты Йоханнес Майер
- 1.04.1945 — 8.05.1945 — генерал-лейтенант Альфред Гаузе

## Состав
Состав корпуса постоянно менялся, включая в себя от 2 до 10 (в середине 1942 г.) дивизий. Наиболее часто в составе корпуса находились его коренные дивизии — 12-я (до декабря 1943 г.) и 32-я пехотные (до 1942 г.).
| - Корпусного подчинения: - 402-й (моторизованный) картографический отряд - 402-й (моторизованный) батальон снабжения - 402-я (моторизованная) лёгкая колонна снабжения - 402-я (моторизованная) колонна тяжелого топлива - 402-й (моторизованный) взвод технического обслуживания - 42-й (моторизованный) батальон связи - 2 (моторизованные) роты перехвата сигналов - 1 (моторизованный) телефонная рота - 1 рота радиосвязи - 402-й (моторизованный) отряд военной полиции - 402-я (моторизованная) полевая почта - 105-е артиллерийское командование - 111-е артиллерийское командование - Штаб 603-го артиллерийского полка - 782-й артиллерийский полк - 2/72-й артиллерийский полк - Штабная секция - (моторизованный) взвод связи - (моторизованная) топографическая секция - 3 (моторизованные) батареи (4 100-мм орудия на каждую) - 1 лёгкая (моторизованная) колонна снабжения боеприпасами (20 т) - 526-й артиллерийский дивизион - Штабная секция - (моторизованный) взвод связи - (моторизованная) топографическая секция - 3 (моторизованные) батареи (4 150-мм гаубицы sFH 18 на каждую) - 1 лёгкая (моторизованная) колонна снабжения боеприпасами (48 т) - 636-й артиллерийский дивизион - Штабная секция - (моторизованный) взвод связи - (моторизованная) топографическая секция - 3 (моторизованные) батареи (4 210-мм гаубицы на каждую) - 1 лёгкая (моторизованная) колонна снабжения боеприпасами (48 т) - 809-й артиллерийский дивизион - Штабная секция - (моторизованный) взвод связи - (моторизованная) топографическая секция - 3 батареи (4 210-мм гаубицы на каждую) - 1 лёгкая (моторизованная) колонна снабжения боеприпасами (48 т) - 625-й артиллерийский дивизион - Штабная секция - (моторизованный) взвод связи - (моторизованная) топографическая секция - 3 (моторизованные) батареи (3 150-мм орудия на гаубичных повозках каждая) - Штаб 600-го дивизиона штурмовых орудий - 659-я батарея штурмовых орудий - 666-я батарея штурмовых орудий - 5-й наблюдательный батальон - 4/5-й батальон воздушных шаров - 1 (моторизованная) штабная батарея - 1 (моторизованная) геодезическая батарея - 1 (моторизованная) батарея звуковой разведки - 1 (моторизованная) батарея вспышек - 14-й наблюдательный батальон - 1 (моторизованная) штабная батарея - 1 (моторизованная) батарея наблюдения - 1 (моторизованная) батарея звуковых дальномеров - 1 (моторизованная) батарея проблесковых маячков - 3-й полковой штаб z.b.V. реактивных миномётов - 2-й дивизион реактивных миномётов - 9-й дивизион реактивных миномётов - 101-й батальон обеззараживания (Nebelwerfer) - 541-й пионерный полк - 44-й (моторизованный) пионерский батальон - 3 (моторизованные) роты (9 ручных пулемётов на каждую) - 1 (моторизованная) лёгкая пионерская колонна снабжения - 44-я (моторизованная) мостовая колонна Б - 656-й (конный) пионерский батальон - 3 роты (9 пулемётов на каждую) - 1 (моторизованный) лёгкая пионерская колонна снабжения - 448-я лёгкая транспортная колонна - 671-й (конный) пионерский батальон - 3 роты (9 пулемётов на каждую) - 447-я лёгкая транспортная колонна - 1/505-я мостовая колонна Б - 656-я мостовая колонна Б - 671-я мостовая колонна Б - 12-я мостовая колонна Б - 121-я мостовая колонна Б - 158-я мостовая колонна Т - 566-й мостовой батальон - 25-й (t-mot) строительный батальон - 2(H)/13-я разведывательная эскадрилья - 12-я пехотная дивизия: - Штабная рота дивизии (2 ручных пулемёта) - 12-й (моторизованный) картографический взвод - 12-й пехотный полк - Штабная рота полка - 1 взвод связи - 1 инженерный взвод (3 ручных пулемёта) - 1 кавалерийский взвод - 1 полковой оркестр - 1-й, 2-й и 3-й батальоны - 3 пехотные роты (12 ручных пулемёта, 3 ПТР и 2 50-мм миномёта) - 1 пулемётная рота (12 станковых пулемётов и 6 80-мм миномётов) - 1 (моторизованная) противотанковая батарея (5 LMG, 9 37-мм пушек Pak 36, 2 50-мм пушки PAK 38) - 48-й пехотный полк: то же, что и 12-й, но только 2 батальона - 49-й пехотный полк: то же, что и 12-й пехотный полк - 12-й разведывательный батальон - 1 (t-mot) взвод связи - 1 конная рота (3 ПТР, 9 ручных пулемётов и 2 станковых пулемёта) - 2 станковых пулемёта) - 1 велосипедный эскадрон (3 50-мм миномёта, 4 станковых пулемёта, 9 ручных пулемётов и 3 ПТ-ружья) - 1 (моторизованный) эскадрон поддержки - противотанковый взвод (1 ручной пулемёт и 3 37-мм Pak 36) - взвод орудий поддержки пехоты (4 75-мм LeIG) - миномётный взвод (6 80-мм миномётов) - 12-й противотанковый дивизион - 1 (моторизованный) взвод связи - 3 (моторизованные) противотанковые батареи (2 50-мм Pak 38, 9 37-мм пушек Pak 36 и 6 ручных пулемётов) - 12-й артиллерийский полк - Штаб полка и полковой оркестр - 3 артиллерийских батальона, каждый из которых имеет: - 1 штабная рота - 3 батареи (3 105-мм пулемёта и 2 ручных пулемёта) - 1/48-й артиллерийский полк - 1 штабная рота - 3 батареи (3 150-мм орудия sFH и 2 ручных пулемёта) - 12-й батальон связи - 1 (t-mot) телефонная рота (6 ручных пулемётов) - 1 (моторизованный) радиорота (4 ручных пулемёта) - 1 лёгкая колонна снабжения (1 ручной пулемёт) - 12-й пионерный батальон - 3 пионерские роты (9 пулемётов и 3 винтовки ПТ) (в одной роте была секция велосипедов) - 1 лёгкая инженерная колонна снабжения (на конной тяге) (2 пулемёта) - Отряд снабжения - 1/,3/12-я лёгкие колонны снабжения (2 пулемёта на каждую) - 4-6/12 конные колонны снабжения (4 пулемёта) - 7-9/12-е лёгкие конные колонны снабжения - 10/12-я лёгкая (моторизованная) колонна снабжения горючим - 12-я рота технического обслуживания - 12-я (t-mot) рота лёгкого снабжения (6 пулемётов) - 12-я (моторизованная) хлебопекарная рота - 12-я (моторизованная) мясная рота - 12-я (моторизованная) дивизионная квартирмейстерская рота - 1/12 Медицинская рота (2 ручных пулемёта) - 2/12 (моторизованная) медицинская рота (2 ручных пулемёта) - 12-я санитарная колонна - 12-я ветеринарная рота - 12-й (моторизованный) взвод военной полиции (1 РП) - 12-я (моторизованная) полевая почта | - 32-я пехотная дивизия: - 32-й (моторизованный) картографический отряд - 32-й взвод мотоциклистов-посыльных - 4-й пехотный полк - 1 взвод связи - 1 пионерный взвод (3 ручных пулемёта) - 1 полковой оркестр - 1 взвод конной разведки - 3 батальона, каждый из которых имеет: - 3 стрелковые роты (12 ручных пулемёта по 3 50-мм миномёта на каждую) - 1 пулемётная рота (12 пулемётов и 6 80-мм миномётов) - 1 пехотная пулемётная рота (2 150-мм орудия SIG и 6 75-мм орудий LeIG) - 1 противотанковая батарея (12 37-мм пушек Pak 36 и 4 пулемёта) - 1 колонна снабжения лёгкой пехоты - 94-й пехотный полк: то же, что и 4-й пехотный полк - 96-й пехотный полк: такой же, как 4-й пехотный полк - 32-й артиллерийский полк - 1-й, 2-й и 32-й батальоны, каждый в составе: - 3 батареи (по 4 105-мм орудия и 2 ручных пулемёта) - 1/68-й артиллерийский полк - 3 батареи (4 150-мм орудия sFH и 2 ручных пулемёта на каждую) - 32-я артиллерийская наблюдательная батарея - 32-й противотанковый дивизион - 1 (моторизованный) взвод связи - 3 (моторизованные) противотанковые батареи (12 37-мм Pak 36 и 4 пулемёта на каждую) - 32-й разведывательный батальон - 1 (t-mot) взвод связи - 1 конный эскадрон (9 ручных пулемётов и 2 станковых пулемёта) - 1 велосипедный эскадрон (9 ручных пулемётов, 2 станковых пулемёта и 3 50-мм миномёта) - 1 (моторизованный) тяжелый эскадрон - 1 отделение пехотных орудий (2 75-мм ПТ-орудий) - 1 взвод бронеавтомобилей (2 машины) - 1 противотанковый взвод (3 37-мм Pak 36 и 1 ручной пулемёт) - 32-й пионерский батальон - 2 пионерские роты (9 пулемётов на каждую) - 1 (моторизованный) пионерская рота (9 ручных пулемётов) - 1 (моторизованная) мостовая колонна Б - 1 (моторизованный) пионерская колонна снабжения - 32-й батальон полевого пополнения (3 роты) - 32-й батальон связи - 1 (моторизованный) телефонная рота - 1 (моторизованный) радиорота - 1 (моторизованный) лёгкая колонна снабжения связи - 32-й отряд снабжения - 1-8/32-я (моторизованная) лёгкие колонны снабжения - 9/32-я (моторизованная) лёгкая топливная колонна - 1/32-я (моторизованная) рота технического обслуживания - 32-я рота снабжения - 32-я (моторизованная) полевая пекарня - 32-я (моторизованная) мясная рота - Администрация 32-й дивизии - 1/,2/32-я (моторизованная) медицинские роты - 1/,2/32-я роты скорой помощи - 32-я ветеринарная рота - 32-я (моторизованная) полевая почта - 32-й (моторизованный) отряд военной полиции - 121-я пехотная дивизия: - Штабная рота 121-й дивизии (2 пулемёта) - 121-й (моторизованный) картографический взвод - 405-й пехотный полк - Штабная рота полка - 1 взвод связи - 1 сапёрный взвод (3 ручных пулемёта) - 1 велосипедный взвод - 1 полковой оркестр - 1 велосипедный разведывательный взвод - 1-й, 2-й и 3-й батальоны - 3 пехотные роты (12 ручных пулемёта, 3 ПТР и 3 50-мм миномёта) - 1 пулемётная рота (12 станковых пулемётов и 6 80-мм миномётов) - 1 пехотная пулемётная рота (2 150-мм орудия SIG и 6 75-мм орудий LeIG) - 1 (моторизованная) противотанковая батарея (2 50-мм орудия PAK 38, 9 37-мм пушек Pak 36, 6 ручных пулемётов) - 407-й пехотный полк: то же, что и 405-й, но только 2 батальона - 408-й пехотный полк: то же, что и 405-й пехотный полк - 121-й разведывательный батальон - 1 (t-mot) взвод связи - 1 конная рота (9 ручных пулемётов и 2 станковых пулемёта) - 1 велосипедный эскадрон (3 50-мм миномёта, 2 станковых пулемёта, 9 ручных пулемётов и 3 ПТ-ружья) - 1 (моторизованный) эскадрон поддержки - Противотанковый взвод (1 ручной пулемёт и 3 37-мм Pak 36) - Пионерский взвод (3 ручных пулемёта) - Взвод орудий поддержки пехоты (2 75-мм пушки LeIG) - 121-й противотанковый дивизион - 1 (моторизованный) взвод связи - 3 (моторизованные) противотанковые батареи (2 50-мм Pak 38, 9 37-мм пушек Pak 36 и 6 ручных пулемётов) - 121-й артиллерийский полк - Штаб полка и полковой оркестр - 3 артиллерийских батальона, каждый из которых имеет: - 1 штабная рота - 3 батареи (3 105-мм пулемёта и 2 ручных пулемёта) - 1/48-й артиллерийский полк - 1 штабная рота - 3 батареи (3 150-мм орудия sFH и 2 ручных пулемёта) - 121-й батальон связи - 1 (t-mot) телефонная рота (6 ручных пулемётов) - 1 (моторизованный) радиорота (4 ручных пулемёта) - 1 лёгкая колонна снабжения (1 ручной пулемёт) - 121-й пионерный батальон - 2 пионерные роты (9 пулемётов на каждую) - 1 пионерная рота (9 ручных пулемётов) - 1 лёгкая инженерная колонна снабжения (на конной тяге) (2 пулемёта) - Отряд снабжения - 1-3/121-я лёгкие колонны снабжения (2 пулемёта на каждую) - 4-6/12 конные колонны снабжения (4 пулемёта) - 9/121-я лёгкая (моторизованная) колонна снабжения горючим - 121-я рота технического обслуживания - 121-я рота лёгкого снабжения (6 пулемётов) - 121-я (моторизованная) хлебопекарная рота - 121-я (моторизованная) мясная рота - 121-я (моторизованная) дивизионная квартирмейстерская рота - 1/121-я медицинская рота (2 ручных пулемёта) - 2/121-я (моторизованная) медицинская рота (2 ручных пулемёта) - 121-й полевой госпиталь - 1/,2/121-я санитарная колонна - 121-я ветеринарная рота - 121-й (моторизованный) взвод военной полиции (1 РП) - 121-я (моторизованная) полевая почта |

## Места действий
- 09.1939 — 12.1939 — Польша (операция «Вайс»)
- 12.1939 — 03.1941 — Западная Европа (Французская кампания)
- 03.1941 — 05.1945 — Восточный фронт, в составе Группы армий «Север»), в том числе Демянский и Курляндский котлы.